# The Specials

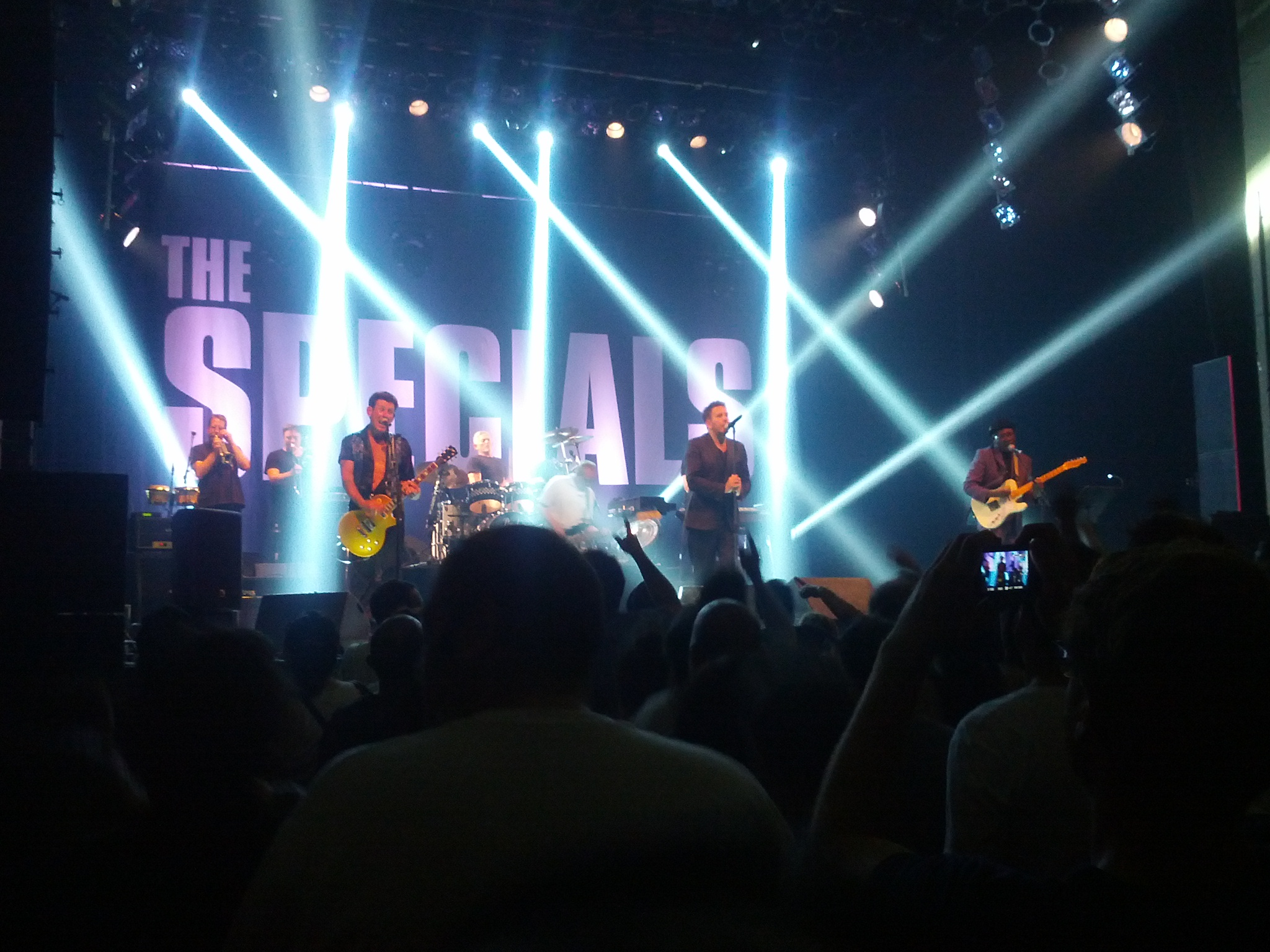
The Specials

The Specials是一支英国斯卡音樂乐队，1977年在考文垂成立。 他们的歌曲的一些歌詞內容與當時的英國政治以及英國社会有關。
1980年，他们發行的歌曲在英國單曲排行榜上名列第一。 1981年，該樂隊推出了一首以经济衰退为主题的单曲，該單曲也在當時的英國單曲排行榜排名第一。
此後樂隊多次解散、重組。樂隊最後一次解散日期是2022年。